# Club Deportivo Colindres
El Club Deportivo Colindres es un equipo de fútbol de Colindres (Cantabria) España. El club se fundó en 1965; la temporada 2012-13 milita en la Regional Preferente, logrando el campeonato y el ascenso a Tercera, categoría en la que militó durante varias temporadas en los años 90.Este equipo consiguió una temporada con solo 2 puntos y 11 goles metido y 148 en contra  año 96

## Historia
- Temporadas en 1.ª: 0
- Temporadas en 2.ª: 0
- Temporadas en 2.ªB: 0
- Temporadas en 3.ª: 8 (1990-91 a 1995-96, 2013-14 a 2016-2017)

## Palmarés
- Campeón de Regional Preferente (1): 2012-13
- Subcampeón de Regional Preferente (1): 1989-90
- Campeón de Primera Regional (1): 2007-08
- Subcampeón de Primera Regional (1): 1987-88
- Mejor puesto en Tercera: 9.º (1992-93)
- Peor puesto en Tercera: 20.º (1995-96)

### Torneos amistosos
- Subcampeón del Torneo Cuadrangular Villa de Ampuero (1):[1]

## Uniforme
- Primer uniforme: camiseta verdiblanca, pantalón negro y medias verdes.[2]
- Segundo uniforme: camiseta granate, pantalón negro y medias negras.[2]

## Historia de temporadas
| Temporada | Nivel | División   | Posición | Copa del Rey |
| --------- | ----- | ---------- | -------- | ------------ |
| 1967–74   | 6     | 1.ª Reg.   | —        |              |
| 1974/75   | 5     | Reg. Pref. | 12.º     |              |
| 1975–78   | 6     | 1.ª Reg.   | —        |              |
| 1978/79   | 5     | Reg. Pref. | 20.º     |              |
| 1981/82   | 6     | 1.ª Reg.   | 9.º      |              |
| 1982/83   | 6     | 1.ª Reg.   | 14.º     |              |
| 1983/84   | 6     | 1.ª Reg.   | 17.º     |              |
| 1984/85   | 6     | 1.ª Reg.   | 17.º     |              |
| 1985/86   | 6     | 1.ª Reg.   | 8.º      |              |
| 1986/87   | 6     | 1.ª Reg.   | 8.º      |              |
| 1987/88   | 6     | 1.ª Reg.   | 2.º      |              |
| 1988/89   | 5     | Reg. Pref. | 10.º     |              |
| 1989/90   | 5     | Reg. Pref. | 2.º      |              |
| 1990/91   | 4     | 3.ª        | 17.º     |              |
| 1991/92   | 4     | 3.ª        | 11.º     |              |
| 1992/93   | 4     | 3.ª        | 9.º      |              |
| 1993/94   | 4     | 3.ª        | 12.º     |              |
| 1994/95   | 4     | 3.ª        | 16.º     |              |
| 1995/96   | 4     | 3.ª        | 20.º     |              |
| 1996/97   | 5     | Reg. Pref. | 18.º     |              |
| 1997/98   | 6     | 1.ª Reg.   | 10.º     |              |
| 1998/99   | 6     | 1.ª Reg.   | 17.º     |              |
| 1999/00   | 6     | 1.ª Reg.   | 3.º      |              |
| 2000/01   | 5     | Reg. Pref. | 14.º     |              |
| 2001/02   | 5     | Reg. Pref. | 12.º     |              |
| 2002/03   | 5     | Reg. Pref. | 6.º      |              |
| 2003/04   | 5     | Reg. Pref. | 5.º      |              |
| 2004/05   | 5     | Reg. Pref. | 17.º     |              |
| 2005/06   | 6     | 1.ª Reg.   | 12.º     |              |
| 2006/07   | 6     | 1.ª Reg.   | 7.º      |              |
| 2007/08   | 6     | 1.ª Reg.   | 1.º      |              |
| 2008/09   | 5     | Reg. Pref. | 8.º      |              |
| 2009/10   | 5     | Reg. Pref. | 4.º      |              |
| 2010/11   | 5     | Reg. Pref. | 15.º     |              |
| 2011/12   | 5     | Reg. Pref. | 11.º     |              |
| 2012/13   | 5     | Reg. Pref. | 1.º      |              |
| 2013/14   | 4     | 3.ª        | 13.º     |              |
| 2014/15   | 4     | 3.ª        | 16.º     |              |
| 2015/16   | 4     | 3.ª        | 12.º     |              |